# Franco del África Occidental Francesa
El franco era la moneda circulante del África Occidental Francesa.

## Monedas
Las monedas de 50 céntimos, 1 y 2 francos fueron las únicas monedas producidas antes de la introducción del franco CFA.
| Denominación | Comienzo de la emisión | Material           |
| ------------ | ---------------------- | ------------------ |
| 50 céntimos  | 1944                   | Bronce de aluminio |
| 1 franco     | 1944                   | bronce de aluminio |
| 2 francos    | 1944                   | bronce de aluminio |

## Billetes

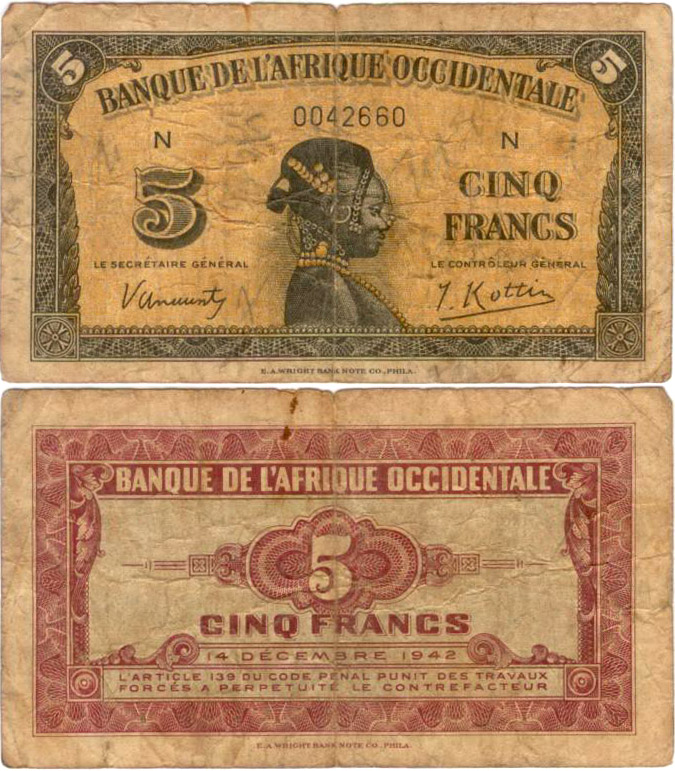
Esta es una imagen de cinco francos.

El ``Banque de l'Afrique Occidentale´´ ("Banco del África Occidental") comenzó a emitir billetes en 1903. Las notas del Banque de l'Afrique Occidentale continuaron circulando después de la introducción del franco CFA.
| denominación                    | cuando empezó la emisión | material |
| ------------------------------- | ------------------------ | -------- |
| 100 francos                     | 1903                     | Papel    |
| 5 franos                        | 1904                     | papel    |
| 500 francos                     | 1912                     | papel    |
| 25 francos                      | 1917                     | papel    |
| 1000 francos                    | 1919                     | papel    |
| 50 francos                      | 1920                     | papel    |
| 10 francos por medio de un bono | 1943                     | papel    |